# Hahnova mamilarija
Hahnova mamilarija (znanstveno ime Mammillaria hahniana), tudi belolasa mamilarija, je ena od vrst kaktovk iz rodu Mammilaria, ki izvira iz sušnih predelov osrednje Mehike, iz pokrajin Queretaro in Guanajuato.

## Opis rastline
Hahnova mamilarija ima oblasto belo zeleno steblo, ki lahko zraste do 25 cm v višino in do 50 cm v širino. Beli trni izraščajo v čopkih, srednji so redki in kratki, zunanji pa so zelo gosti, dolgi, volnati in nakodrani ter prekrivajo vse steblo. Cvetovi v obroču pod vrhom so drobni, ciklamaste barve, z rumenim prašniki.

## Vzgoja
Hahnova mamilarija je ena od kaktusovk iz rodu Mammilaria, ki jih je treba gojiti. V zmernem podnebju jo je treba gojiti v ogrevanem rastinjaku, vendar pa nekateri gojitelji poročajo, da je precej odporna na mraz, saj naj bi prenesla temperature do -5 °C ali celo -10 °C. Kot večino kaktusovk jo je treba pozimi presušiti (malo ali nič zalivati), poleti pa zalivati med ciklom aktivne rasti. Ker je nezahtevna, hitro raste in razmeroma zgodaj cveti, je primerna tudi za gojenje doma.

## Razmnoževanje
Kakteja se razmnožuje s semeni.

## Varietete
- Mammillaria hahniana f. albiflora
- Mammillaria hahniana subs. bravoae
- Mammillaria hahniana var. giselana
- Mammillaria hahniana subs. mendeliana
- Mammillaria hahniana var. werdermanniana
- Mammillaria hahniana subs. woodsii
- Mammillaria saetigera